# Brasilembia beckeri
Brasilembia beckeri is een insectensoort uit de familie Anisembiidae, die tot de orde webspinners (Embioptera) behoort. De soort komt voor in Brazilië.
Brasilembia beckeri is voor het eerst wetenschappelijk beschreven door Ross in 2003.